# Коффи, Юа Вильфрид
Юа Вильфрид Серж Коффи (фр. Hua Wilfried Serge Koffi) — ивуарийский легкоатлет, который специализируется в беге на короткие дистанции. Двукратный чемпион Африки 2014 года на дистанциях 100 и 200 метров, бронзовый призёр чемпионата Африки 2012 года в беге на 100 метров с результатом 10,37. Бронзовый призёр Универсиады 2013 года на дистанции 100 метров и 6-е место в беге на 200 метров.
Выступал на чемпионате мира 2013 года, но не смог пройти дальше предварительных забегов.
Личный рекорд в беге на 100 метров — 10,21, на дистанции 200 метров — 20,57.